# Gouvernement majoritaire
 (novembre 2024).
Si vous disposez d'ouvrages ou d'articles de référence ou si vous connaissez des sites web de qualité traitant du thème abordé ici, merci de compléter l'article en donnant les références utiles à sa vérifiabilité et en les liant à la section « Notes et références ».
Dans le système de Westminster, il y a gouvernement majoritaire lorsque le parti au pouvoir jouit d'une majorité absolue de sièges à la législature ou au parlement. C'est le contraire d'un gouvernement minoritaire, où le parti au pouvoir ne gagne qu'une majorité relative de sièges et doit donc négocier constamment ses appuis auprès des partis de l'opposition afin de légiférer et d'éviter de se faire renverser par une motion de défiance.
L'expression gouvernement majoritaire peut également être utilisée lorsqu'il y a une coalition stable entre deux partis ou plus pour former une majorité absolue. Un bon exemple d'une telle coalition électorale est en Australie, où le Parti libéral et le Parti national se présentent comme un bloc électoral depuis des décennies.